# Rejon wielkomostowski
Rejon wielkomostowski (ukr. Великомостівський район) – dawna jednostka podziału administracyjnego Ukraińskiej Socjalistycznej Republiki Radzieckiej w Związku Socjalistycznych Republik Radzieckich w latach 1940–1941 i 1944–1959. Należał do obwodu lwowskiego. Siedziba władz rejonu znajdowała się w Mostach Wielkich.
Rejon wielkomostowski został utworzony 17 stycznia 1940 na podstawie dekretu Prezydium Rady Najwyższej USRR o podziale na rejony zachodnich obwodów USRR, kiedy to w obwodzie lwowskim utworzono 37 rejonów, między innymi wielkomostowski. Rejon objął następujące obszary, należące przed wojną do powiatu żółkiewskiego w województwie lwowskim:
- miasto Mosty Wielkie,
- obszar zniesionej gminy Butyny,
- obszar zniesionej gminy Mosty Wielkie,
- główną część zniesionej gminy Turynka (oprócz gromady Wiązowa).

10 września 1940 do rejonu wielkomostowskiego włączono zachodnią część zniesionego rejonu szewczenkowskiego, obejmującą obszary przedwojennych gmin:
- Parchacz (w całości – gromady Horodyszcze Bazyliańskie, Sielec, Szewczenko, Wołswin i Zawonie),
- Bełz (częściowo – gromady Góra, Kuliczków i Waniów),
- Krystynopol (częściowo – gromady Bendiuchy i Głuchów Południowy[4]).

Rejon wielkomostowski przestał istnieć wraz z wybuchem wojny niemiecko-radzieckiej 22 czerwca 1941. Jego tereny weszły w skład Landkreis Lemberg dystryktu galicyjskiego Generalnego Gubernatorstwa.
Rejon został odtworzony 23 lipca 1944, po zajęciu tych terenów przez Armię Czerwoną.
W 1946 roku rejon wielkomostowski podzielony był na 22 rad: jedną miejską (Mosty Wielkie) i 22 wiejskich: Bendiuchy, Bojaniec, Borowe, Butyny, Derewnia, Dworce (ze zniesioną Stanisłówką), Głuchów (Południowy), Góra, Kulawa, Kuliczków, Kupiczwola, Lubella (z Biesiadami), Międzyrzecze (do 1946 Parchacz) (z Horodyszczem, do 1946 Horodyszcze Bazyliańskie), Przystań, Rekliniec, Sielec (ze zniesionym Zawoniem), Strzemień, Turynka, Waniów, Wolica i Wołświn (stan na 1 września 1946).
23 września 1959 rejon wielkomostowski zniesiono, włączając jego obszar do rejonów kamioneckiego, nesterowskiego i zabuskiego.